# Ziniaré
Ziniaré é uma cidade burquinense, capital da província de Oubritenga. Em 2012, sua população estava próximo de 22 220 habitantes.